# علی‌اصغر چایچی
میرزا علی اصغر چایچی از سیاستمداران ایرانی بود، که در دوره‌های  دوازدهم و  سیزدهم بعنوان نماینده تبریز در مجلس شورای ملی حضور داشت.